# Brussinocryptus impavidus
Brussinocryptus impavidus är en stekelart som först beskrevs av Zhang, Sun och Zhang 1994.  Brussinocryptus impavidus ingår i släktet Brussinocryptus och familjen brokparasitsteklar. Inga underarter finns listade.